# Keith Booth
Pour les articles homonymes, voir Booth.
Keith Booth, né le 9 octobre 1974, à Baltimore, dans le Maryland, est un joueur et entraîneur américain de basket-ball. Il évolue au poste d'ailier.

## Palmarès
- Champion NBA 1998 avec les Bulls de Chicago.